# Noah Wyle
Noah Wyle Strausser Speer (Hollywood, Califórnia, 4 de Junho de 1971) é um ator norte-americano, conhecido por seus papéis como Dr. John Carter na série Plantão Médico e como Tom Mason em Falling Skies. Ele também interpretou Steve Jobs no telefilme Piratas do Vale do Silício (1999), Dr. Kenneth Monnitoff em Donnie Darko (2001) e Flynn Carsen na franquia The Librarians.

## Biografia
Wyle é o meio de três filhos, nasceu em Hollywood, Califórnia, filho de Marjorie, enfermeira- chefe ortopédica e Stephen Wyle, engenheiro elétrico e empresário. Seu pai era judeu (de ascendência judaica russa) e sua mãe Episcopal, e ele foi criado "de forma não-denominacional" em ambas as religiões. Os pais de Wyle se divorciaram no final dos anos 70 e sua mãe se casou com James C. Katz, restaurador de filmes com três filhos de um casamento anterior. Seus avós paternos, Edith e Frank, fundaram o Museu de Artesanato Folclórico de Los Angeles, e seu avó Edith era dona do "The Egg and The Eye", um café e loja no distrito de Miracle Mile, em Los Angeles.
Wyle foi educado na The Thacher School em Ojai, Califórnia, e se formou em 1989. Wyle participou de um programa de Artes Cênicas na Northwestern University, depois de seu primeiro ano do ensino médio e apareceu em peças de teatro, ganhando um prêmio por um peça que ele escreveu. Após a formatura, ele teve aulas com o professor de teatro Larry Moss, enquanto morava em um pequeno apartamento no Hollywood Boulevard.

## Carreira
Wyle foi visto pela primeira vez no filme Lust in the Dust, de 1985, como um figurante na gangue local que mandava na pequena cidade de Chile Verde. Seus primeiros papéis foram na minissérie Blind Faith, e no filme Crooked Hearts, de 1991. Depois de aparecer em várias peças locais em Los Angeles, ele conseguiu um papel no filme Questão de Honra, em 1992. Em 1993, ele apareceu nos filmes, Os Últimos Dias do Paraíso - Geração Perdida e Swing Kids. Em 1994, ele estrelou o filme Guinevere, como Lancelot.

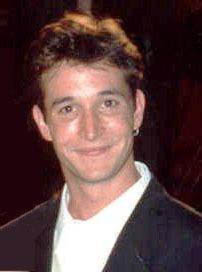
Noah no Emmy Awards em1995.

A grande oportunidade de Wyle em Hollywood veio quando ele recebeu o roteiro do piloto da série Plantão Médico de seu agente, após inúmeros testes, ele foi escalado para ser o estudante de medicina John Carter. Wyle foi o único do elenco original de ER a ter participado do programa desde sua estreia em 1994, até o final da décima primeira temporada, retornado como convidado por quatro episódios durante a décima segunda temporada, e voltando em 2009, para mais cinco episódios, incluindo o final da série. Wyle era o ator mais bem pago do elenco, ganhando 400 mil por episódio, e também o que mais apareceu na série, foram 254 episódios. Sua performance na série lhe renderam indicações ao Emmy, em cada uma das cinco primeiras temporadas, e três indicações de "Melhor Ator Coadjuvante em Série de Drama" no Globo de Ouro. Wyle venceu quatro Screen Actors Guild Awards, de "Melhor Elenco de Série de Drama".
Em 1995, participou da série Friends, também como um médico, porém com o personagem Dr. Jeffrey Rosen. Em 1997, ele estrelou o filme O Mito das Digitais, ao lado de Julianne Moore. Seu outro trabalho notável viria em 1999, quando interpretou Steve Jobs no filme Piratas do Vale do Silício. Steve Jobs ficou tão impressionado com a performance de Wyle, que o convidou para subir ao palco como ele na abertura de seu discurso convenção anual da Apple. Wyle abriu a palestra se apresentando como o próprio Steve Jobs. Em 2001, Wyle participou do no filme cult Donnie Darko, e no ano seguinte, participou do filme Nunca Mais, ao lado de Jennifer Lopez. Em 2005, estrelou o filme independente The Californians.
Wyle estrelou a trilogia de filmes da TNT, O Guardião: Em Busca da Lança Sagrada, de 2004, O Guardião 2 - O Retorno das Minas, de 2006, e O Guardião 3 ‑ A Maldição do Cálice de Judas, de 2008. O sucesso dos filmes rendeu uma série chamada The Librarians. Ela se concentra em três novos bibliotecários adicionais que são trazidos para a biblioteca em um momento de eventos cataclísmicos. Noah também foi retorista e diretor.
De 2011 a 2015, Wyle estrelou como protagonista a série de ficção científica Falling Skies, interpretando Tom Mason, um ex-professor de história da Universidade de Boston que se torna o segundo em comando do 2º Regimento de Milícias de Massachusetts. O personagem também era pai de três meninos, um dos quais foi capturado pelos alienígenas. A série tinha produção executiva de Steven Spielberg, e Wyle também atuou como produtor. Em 2019, estrelou a minissérie de oito episódios, The Red Line,  atuação pela qual concorreu a um prêmio no Critics' Choice Awards em 2020.

## Vida pessoal
Noah conheceu sua primeira esposa, a artista de maquiagem Tracy Warbin, no set de The Myth of Fingerprints. Eles se casaram em 2000, e tiveram um filho, Owen Strausser Speer Wyle (nascido em 9 de novembro de 2002), e uma filha, Auden Wyle (nascido em 15 de outubro de 2005). Wyle e Warbin se separaram em 2009, e se divorciaram em 2010.
Wyle se casou com Sara Wells em junho de 2014, na Califórnia. O casal se conheceu em 2011, durante uma produção da The Blank Theatre Company. A filha do casal, Frances Harper Wyle, nasceu em 22 de junho de 2015.

## Filantropia e Ativismo
Wyle dedica grande parte de seu tempo livre à organização internacional sem fins lucrativos Médicos do Mundo e ao seu trabalho como membro do Conselho de Observação dos Direitos Humanos. É porta-voz do Physicians Committee for Responsible Medicine (PCRM). Wyle também atua como produtor artístico voluntário da Blank Theatre Company em Hollywood. Ele também é dono do Second Stage Theatre em Los Angeles, onde a empresa montou inúmeras produções de sucesso. Em 2009, Wyle se tornou porta-voz do Fundo Mundial para a Natureza (WWF).
Em 2012, Wyle apoiou o grupo de direitos sobre deficiências ADAPT. Em 23 de abril, ele foi preso durante um protesto no Capitólio para combater os cortes de aposentadoria para idosos e pessoas com deficiência.

## Filmografia

### Filmes
| Ano  | Filme                                               | Personagem            | Notas                     |
| ---- | --------------------------------------------------- | --------------------- | ------------------------- |
| 1985 | Lust in the Dust                                    | Figuração             |                           |
| 1991 | Crooked Heart                                       | Ask Warren            |                           |
| 1992 | A Few Good Men                                      | Jeffrey Barnes        |                           |
| 1993 | Swing Kids                                          | Emil Lutz             |                           |
| 1994 | There Goes My Baby                                  | Michael Finnegan      |                           |
| 1994 | Guinevere                                           | Lancelot              | Telefilme da Lifetime     |
| 1996 | Eye for an Eye                                      | Policial Jack Carter  |                           |
| 1997 | The Myth of Fingerprints                            | Warren                | Também produtor associado |
| 1999 | Pirates of Silicon Valley                           | Steve Jobs            | Telefilme da TNT          |
| 2000 | Fail Safe                                           | Buck                  | Telefilme da CBS          |
| 2001 | Scenes of the Crime                                 | Seth                  |                           |
| 2001 | Donnie Darko                                        | Dr. Kenneth Monnitoff |                           |
| 2002 | White Oleander                                      | Mark Richards         |                           |
| 2002 | Enough                                              | Robbie                |                           |
| 2004 | The Librarian: Quest for the Spear                  | Flynn Carsen          | Telefilme da TNT          |
| 2005 | The Californians                                    | Gavin Ransom          |                           |
| 2006 | The Librarian: Return to King Solomon's Mines       | Flynn Carsen          | Telefilme da TNT          |
| 2008 | The Librarian: Curse of the Judas Chalice           | Flynn Carsen          | Telefilme da TNT          |
| 2008 | W.                                                  | Don Evans             |                           |
| 2008 | Nothing But the Truth                               | Avril Aaronson        |                           |
| 2009 | An American Affair                                  | Mike Stafford         |                           |
| 2010 | Below the Beltway                                   | Hunter Patrick        |                           |
| 2010 | Queen of the Lot                                    | Aaron Lambert         |                           |
| 2013 | Snake and Mongoose                                  | Arthur Spear          |                           |
| 2015 | The World Made Straight                             | Leonard Shuler        |                           |
| 2017 | Mark Felt: The Man Who Brought Down the White House | Stan Pottinger        |                           |
| 2017 | Shot                                                | Mark Newman           |                           |
| 2022 | At the Gates                                        | Peter Barris          |                           |

### Televisão
| Ano           | Programa                  | Personagem                  | Notas                                                                            |
| ------------- | ------------------------- | --------------------------- | -------------------------------------------------------------------------------- |
| 1990          | Blind Faith               | Eric                        | Minissérie; 2 episódios                                                          |
| 1994–2009     | Plantão Médico            | Dr. John Carter             | Papel principal; 254 episódios; (Temporadas 1–11 e 15); Convidado (Temporada 12) |
| 1995          | Friends                   | Dr. Jeffrey Rosen           | Episódio: "The One with Two Parts: Part 2"                                       |
| 1996          | Sesame Street             | Dr. Colburn                 | 2 episódios "Maria Goes to the Hospital"                                         |
| 2000          | Beggers and Choosers      | Davis G. Green              | Episódio: "The Naked Truth"                                                      |
| 2011–2015     | Falling Skies             | Tom Mason                   | Papel principal; 52 episódios; Também produtor                                   |
| 2013          | Lab Rats                  | Dr. Evans                   | Episódio: "Twas the Mission Before Christmas"                                    |
| 2014–2018     | The Librarians            | Flynn Carsen                | Recorrente, Produtor Executivo, Roteirista, Diretor                              |
| 2014          | Phineas & Ferb            | Martin the News Vendor      | Dublagem, Episódio: "Night of the Living Pharmacists"                            |
| 2015          | Drunk History             | Thomas Nast                 | Episódio: "Journalism"                                                           |
| 2016          | Angie Tribeca             | Administrador do hospitalar | Episódio: "Organ Trail"                                                          |
| 2017          | Who Do You Think You Are? | Ele mesmo                   | Temporada 9, episódio 4                                                          |
| 2018          | The Romanoffs             | Ivan                        | Episódio: "The Royal We"                                                         |
| 2019          | The Red Line              | Daniel Calder               | Papel principal; 8 episódios; Minissérie                                         |
| 2021–presente | Leverage: Redemption      | Harry Wilson                | Papel principal; também diretor                                                  |
| 2025–presente | The Pitt                  | Dr. Michael Robinavitch     | Papel principal; Produtor executivo                                              |